# Rogneda Patera
La Rogneda Patera è una struttura geologica della superficie di Venere.